# Eliakim Sibanda
 (juin 2022).
Pour les articles homonymes, voir Sibanda.
Eliakim Sibanda est un enseignant chercheur de l'université de Winnipeg au Canada, né au Zimbabwe.

## Biographie

### Enfance, éducation et débuts
Titulaire de plusieurs diplômes d'études supérieures en éducation, en histoire puis en droits de l'homme, Eliakim Sibanda a fait ces études aux États-Unis. Eliakim Sibanda détient un doctorat en changement social, spécialisé dans les droits de l'homme  qu'il obtient à l'Université de Denver et de la Iliff School of Theology et d'un autre doctorat en histoire de l'Université du Colorado à Boulder aux États-Unis,.

### Carrière
Eliakim Sibanda a été directeur fondateur du Global College. Il est alors chargé d'élaborer le programme d'études sur les droits de l'homme et les études mondiales. Professeur et ancien directeur du département d'histoire, il a également dispensé au sein de ce même établissement dès sa fondation, des cours de droits de l'homme. Titulaire d'un doctorat, il est aussi consultant auprès des organisations menant des recherches sur la paix et les conflits. Le Dr. Eliakim M. Sibanda est actuellement professeur, responsable des études supérieures, programme conjoint sur la paix et les conflits à l'université de Winnipeg .
En 2008, Eliakim Sibanda apporte grâce à ses articles, des contributions sur une encyclopédie internationale de la révolution et de la protestation publiée par Wiley Blackwell.

## Publications
- L'Union populaire africaine du Zimbabwe, 1961-1987 : Une histoire politique de l'insurrection en Rhodésie du Sud[5].